# Altiplano (dokumentarfilm)
Altiplano er en dansk udviklingsbistandsfilm fra 1990 instrueret af Erik Nørgård Gravesen.